# Burnley FC
Burnley FC is een Engelse voetbalclub die sinds het seizoen 2025/26 uitkomt in de Premier League. Burnley werd opgericht in 1882 en speelt zijn thuiswedstrijden sinds 1883 op Turf Moor. Burnley werd twee keer landskampioen (1921 en 1960), won eenmaal de FA Cup (1914) en twee keer de Community Shield (1960 en 1973). De club heeft, inclusief het seizoen 2023/24, 60 seizoenen op het hoogste niveau in Engeland gespeeld.

## Geschiedenis

### Tot aan de Eerste Wereldoorlog
Burnley werd opgericht in mei 1882 nadat de voetbalsectie zich afscheidde van de rugbysectie. In 1883 verhuisde de club naar het stadion Turf Moor en ging er niet meer weg. Enkel Preston North End speelt al langer in hetzelfde stadion. In 1885/86 nam de club voor het eerst deel aan de FA Cup en kreeg een 11-0 pandoering om de oren. De club was een van de twaalf oprichters van de Football League in 1888. Burnley werd negende in het eerste competitieseizoen ter wereld. Het volgende seizoen begon Burnley slecht door zeventien wedstrijden op rij niet te kunnen winnen. Aan het einde van het seizoen had enkel Stoke City minder punten. De club won in 1890 wel zijn eerste prijs door de Lancashire Cup te winnen met 2-0 tegen Blackburn Rovers. Er was nog geen tweede klasse dus Burnley degradeerde niet en speelde de volgende seizoenen in de middenmoot of subtop tot 1896/97 toen de club laatste werd. Het volgende seizoen werd de club kampioen en verloor slechts twee wedstrijden. Hier hing echter geen rechtstreekse promotie aan vast en de club speelde een eindronde samen met vicekampioen Newcastle United en eersteklassers Stoke en Blackburn. Burnley kon zo toch promoveren en eindigde bij de terugkeer knap derde. Het seizoen erna was de club terug bij af en werd voorlaatste. Doelman Jack Hillman probeerde de spelers van Nottingham Forest om te kopen, maar zij rapporteerden dit aan de FA, die de speler een seizoen lang schorste. Het volgende seizoen liep de club net de promotie mis en daarna ging het bergaf en in 1902/03 werd de clubs zelfs laatste. Er was nog geen derde klasse, dus bleef Burnley op het tweede niveau en vestigde zich de volgende jaren weer in de middenmoot. In 1911/12 werd Burnley derde en miste de promotie op de laatste speeldag. Een jaar eerder had de club de groene clubkleuren veranderd in de huidige, in de hoop even succesvol te worden als Aston Villa FC, dat ook deze kleuren droeg. Na de derde plaats werd de club tweede achter Preston en bereikte de halve finale van de FA Cup, waarin het verloor van landskampioen Sunderland.
Bij de terugkeer eindigde Burnley in de middenmoot, maar won wel de FA Cup met 1-0 tegen Liverpool FC. Deze bekerfinale was historisch omdat koning George V de eerste regerende monarch was die de beker aan de kapitein van de winnende ploeg overhandigde. In 1914/15 werd Burnley gedeeld derde met slechts drie punten achterstand op kampioen Everton. Door het uitbreken van de Eerste Wereldoorlog lag het competitievoetbal enkele jaren stil in Engeland.

### Interbellum
Na de oorlog ging de club verder op zijn elan en werd vicekampioen achter West Bromwich Albion. Het volgende seizoen begon slecht met drie nederlagen op rij, maar dan herpakte de club zich en bleef de volgende dertig wedstrijden ongeslagen. Dit werd een record van opeenvolgende wedstrijden ongeslagen dat standhield tot seizoen 2003/04 toen Arsenal zelfs het hele seizoen ongeslagen bleef. Aan het einde van het seizoen stond Burnley met vijf punten voorsprong op Manchester City bovenaan de rangschikking en kroonde zich zo voor het eerst tot landskampioen. Na nog een derde plaats in 1921/22 moest Burnley de rol lossen aan de top en zakte weg naar de lagere middenmoot en kon in 1925/26 een degradatie maar net vermijden. Het volgende seizoen herstelde de club zich met een vijfde plaats, maar hierna begon een nieuwe strijd tegen degradatie die het drie seizoenen later verloor. Na twee seizoenen tweede klasse kon de club een nieuwe degradatie maar net vermijden. De rest van de jaren dertig modderde de club aan.

### Na de Tweede Wereldoorlog
Na de oorlog werd de club meteen vicekampioen en promoveerde. Dat seizoen bereikte de club voor de derde keer de finale van de FA Cup en verloor deze van Charlton Athletic in de verlengingen. De terugkeer bij de elite ging niet onopgemerkt voorbij en Burnley eindigde met zeven punten achterstand op kampioen Arsenal op een gedeelde tweede plaats met Manchester United. Na een kleine terugval vestigde de club zich dan enkele jaren op rij in de top tien. Tijdens de FA Cup van 1956/57 behaalde de club een recordzege van 9-0 tegen New Brighton en dat zelfs met een gemiste penalty. Na een aantal jaar betere middenmoot en subtop werden de The Clarets in 1959/60 voor de tweede keer landskampioen met één punt voorsprong op de Wolves en twee op de Spurs. Hierdoor mocht de club voor het eerst Europees voetbal spelen en werd uitgeloot tegen de Franse kampioen Stade de Reims. Reims bereikte in zijn vorige twee campagnes telkens de finale, die het dan verloor van Real Madrid. Burnley slaagde er toch in Reims opzij te zetten, maar verloor dan in de kwartfinale van Hamburger SV. Na een 3-1 zege leek de halve finale binnen, maar HSV won de terugwedstrijd met 4-1. In de competitie werd Burnley vierde en in de FA cup werd de halve finale bereikt. Na een tweede en derde plaats leek de club even weg te zakken, maar werd dan opnieuw derde in 1965/66 en werd het jaar erop geselecteerd voor de Jaarbeursstedenbeker. Na drie rondes bereikte de club opnieuw de kwartfinale tegen een Duitse club. Deze keer was Eintracht Frankfurt de boosdoener die Burnley uitschakelde. Het was een van de laatste hoogtepunten in de clubgeschiedenis. Na enkele jaren middenmoot degradeerde de club in 1970/71. Twee jaar later werd de club kampioen en behaalde zelfs een zesde plaats bij de terugkeer. Na een tiende plaats volgde een nieuwe degradatie in 1975/76. Het was het voorlopig laatste seizoen van de club bij de elite.

### Recente geschiedenis
Na enkele middelmatige seizoenen degradeerde Burnley in 1979/80. In de 42 competitiewedstrijden kon de club in zijn eerste zestien of laatste zestien wedstrijden niet winnen en degradeerde zo voor het eerst naar de derde klasse. Twee jaar later werd Burnley kampioen, maar werd na één seizoen terug naar de derde klasse verwezen. Opsteker dat jaar was wel een kwartfinale in de FA Cup en een halve finale in de League Cup. In deze laatste bekercompetitie werden Liverpool en de Spurs verslagen, die in de competitie respectievelijk landskampioen en vierde werden.
Twee seizoenen later bereikte Burnley het absolute dieptepunt door te degraderen naar de vierde klasse. In 1986/87 eindigde de club zelfs maar één punt boven degradatie naar de Conference Premier. Daarna ging het weer bergop en in 1991/92 werd de club kampioen. Na twee seizoenen promoveerde de club via de eindronde, na een zesde plaats, weer naar de tweede klasse maar kon daar niet standhouden. In 1997/98 ontsnapte de club ternauwernood aan een nieuwe degradatie naar de vierde klasse. Met de aanstelling van Stan Ternent als trainer ging het weer omhoog. Sinds seizoen 1999/2000 speelt de club weer in de tweede divisie van het Engelse voetbal. In juni 2004 werd Stan Ternent opgevolgd door Steve Cotterill. In zijn eerste seizoen eindigde de club 13e in The Championship en had het een goede reeks in zowel de League Cup als de FA Cup. Ze schakelden onder meer Liverpool en Aston Villa uit. Na enkele plaatsen in de middenmoot eindigde Burnley in 2009 op een vijfde plaats en kwalificeerde zich zo voor de play-offs. Nadat Reading FC en Sheffield United FC in de finale werd verslagen met 1-0 komt Burnley in het seizoen 2009/2010 weer uit in de Premier League, na een afwezigheid van 33 jaar. Daar baarde het opzien door in de tweede wedstrijd van het seizoen thuis met 1-0 van landskampioen Manchester United te winnen. Ook tegen Everton werd thuis gewonnen met 1-0. De club kon het niveau echter niet aan houden en zakte na één seizoen terug uit de Premier League.
Op 21 april 2014 verzekerde Burnley zich van een tweede plaats in het Championship door Wigan Athletic met 2-0 te verslaan. Hiermee dwong de club promotie af naar de Premier League. Het verblijf op het hoogste niveau was echter van korte duur. Burnley eindigde als 19de en voorlaatste in het seizoen 2014/15, waardoor degradatie een feit was. Na één seizoen wist de club echter opnieuw promotie af te dwingen, want Burnley won de Championship 2015/16. De club wist zich het daaropvolgende seizoen wél te handhaven (16e) en in 2017/18 eindigde de club zelfs verrassend als zevende, waardoor Burnley zich voor het eerst in 51 jaar weer voor een Europese competitie kwalificeerde. De twee volgende seizoenen handhaafde de club zich eveneens met een 15e en 10e plek op de ranglijst. Op 31 december 2020 kwam naar buiten dat Burnley in Amerikaanse handen kwam. ALK Capital had 84 procent van het aandelenpakket gekocht en Alan Pace van ALK verving Mike Garlick als voorzitter.
Aan het einde van het seizoen 2021/22 degradeerde Burnley terug naar de Championship nadat ze op de laatste speeldag verloren en op de achttiende plaats eindigden. Op 7 april 2023 versloeg Burnley Middlesbrough FC met 2-1 om promotie naar de Premier League veilig te stellen met nog zeven wedstrijden te gaan.

## Erelijst
- Engels landskampioenschap

Winnaar: 1920/21, 1959/60
Tweede: 1919/20, 1961/62
- Football League Championship

Winnaar: 1897/98, 1972/73, 2015/16, 2022/23
Play-offs winnaar: 2009
- Football League One

Winnaar: 1981/82
Play-offs winnaar: 1994
- Football League Two

Winnaar: 1991/92
- FA Cup

Winnaar: 1914
Finalist: 1947, 1962
- Community Shield

Winnaar: 1960, 1973
Finalist: 1921
- Anglo-Scottish Cup

Winnaar: 1978/79
- Football League Trophy

Finalist: 1988
- Lancashire Cup

Winnaar: 12x, voor het eerst in 1890

## Eerste elftal

### Selectie
| Nr.           | Naam                    | Nationaliteit   | Geb. datum | Sinds | Contract | Vorige club              |
| ------------- | ----------------------- | --------------- | ---------- | ----- | -------- | ------------------------ |
| Doelmannen    |                         |                 |            |       |          |                          |
| 1             | James Trafford          | Engeland        | 10-10-2002 | 2023  | 2027     | Manchester City          |
| 20            | Denis Franchi           | Italië          | 22-10-2002 | 2022  | 2025     | Paris Saint-Germain      |
| 29            | Lawrence Vigouroux      | Chili           | 19-11-1993 | 2023  | 2026     | Leyton Orient            |
| 49            | Arijanet Muric          | Kosovo          | 07-11-1998 | 2022  | 2026     | Manchester City          |
| Verdedigers   |                         |                 |            |       |          |                          |
| 2             | Dara O'Shea             | Ierland         | 04-03-1999 | 2023  | 2027     | West Bromwich Albion     |
| 3             | Charlie Taylor          | Engeland        | 18-09-1993 | 2017  | 2024     | Leeds United             |
| 5             | Jordan Beyer            | Duitsland       | 19-05-2000 | 2023  | 2027     | Borussia Mönchengladbach |
| 6             | CJ Egan-Riley           | Engeland        | 02-01-2003 | 2022  | 2026     | Manchester City          |
| 14            | Connor Roberts          | Wales           | 23-09-1995 | 2021  | 2025     | Swansea City             |
| 18            | Hjalmar Ekdal           | Zweden          | 21-10-1998 | 2023  | 2027     | Djurgårdens              |
| 22            | Vitinho                 | Brazilië        | 23-07-1999 | 2022  | 2026     | Cercle Brugge            |
| 28            | Ameen Al-Dakhil         | België          | 06-03-2002 | 2023  | 2026     | Sint-Truiden             |
| 44            | Hannes Delcroix         | België          | 28-02-1999 | 2023  | 2026     | Anderlecht               |
| Middenvelders |                         |                 |            |       |          |                          |
| 4             | Jack Cork               | Engeland        | 25-06-1989 | 2017  | 2024     | Swansea City             |
| 8             | Josh Brownhill          | Engeland        | 19-12-1995 | 2020  | 2024     | Bristol City             |
| 16            | Sander Berge            | Noorwegen       | 14-02-1998 | 2023  | 2027     | Sheffield United         |
| 21            | Aaron Ramsey            | Engeland        | 21-01-2003 | 2023  | 2028     | Aston Villa              |
| 24            | Josh Cullen             | Ierland         | 07-04-1996 | 2022  | 2026     | Anderlecht               |
| 26            | Samuel Bastien          | Congo-Kinshasa  | 26-09-1996 | 2022  | 2025     | Standard Luik            |
| –             | Han-Noah Massengo       | Frankrijk       | 07-07-2001 | 2023  | 2027     | Bristol City             |
| Aanvallers    |                         |                 |            |       |          |                          |
| 7             | Jóhann Berg Gudmundsson | IJsland         | 27-10-1990 | 2016  | 2024     | Charlton Athletic        |
| 9             | Jay Rodríguez           | Engeland        | 29-07-1989 | 2019  | 2024     | West Bromwich Albion     |
| 10            | Benson Manuel           | België          | 28-03-1997 | 2022  | 2027     | Royal Antwerp            |
| 15            | Nathan Redmond          | Engeland        | 06-03-1994 | 2023  | 2025     | Beşiktaş                 |
| 17            | Lyle Foster             | Zuid-Afrika     | 03-09-2000 | 2023  | 2027     | KVC Westerlo             |
| 19            | Anass Zaroury           | Marokko         | 07-11-2000 | 2022  | 2028     | Charleroi                |
| 25            | Zeki Amdouni            | Zwitserland     | 04-12-2000 | 2023  | 2028     | Basel                    |
| 27            | Darko Churlinov         | Noord-Macedonië | 11-07-2000 | 2022  | 2026     | Stuttgart                |
| 30            | Luca Koleosho           | Italië          | 15-09-2004 | 2023  | 2027     | Espanyol                 |
| 34            | Jacob Bruun Larsen      | Denemarken      | 19-09-1998 | 2023  | 2024     | Hoffenheim               |
| 45            | Michael Obafemi         | Ivoorkust       | 06-07-2000 | 2023  |          | Swansea City             |
| 47            | Wilson Odobert          | Frankrijk       | 28-11-2004 | 2023  | 2028     | Troyes                   |
| –             | Enock Agyei             | België          | 13-01-2005 | 2023  | 2027     | Anderlecht               |
| –             | Mike Trésor             | België          | 28-05-1999 | 2023  | 2024     | Genk                     |

Laatste update: 2 september 2023

## Overzichtslijsten

### Eindklasseringen sinds 1946/47
- 1947 2e
Second Division
- 1948 3e
First Division
- 1949 15e
First Division
- 1950 10e
First Division
- 1951 10e
First Division
- 1952 14e
First Division
- 1953 6e
First Division
- 1954 7e
First Division
- 1955 10e
First Division
- 1956 7e
First Division
- 1957 7e
First Division
- 1958 6e
First Division
- 1959 7e
First Division
- 1960 1e
First Division
- 1961 4e
First Division
- 1962 2e
First Division
- 1963 3e
First Division
- 1964 9e
First Division
- 1965 12e
First Division
- 1966 3e
First Division
- 1967 14e
First Division
- 1968 14e
First Division
- 1969 14e
First Division
- 1970 14e
First Division
- 1971 21e
First Division
- 1972 7e
Second Division
- 1973 1e
Second Division
- 1974 6e
First Division
- 1975 10e
First Division
- 1976 21e
First Division
- 1977 16e
Second Division
- 1978 11e
Second Division
- 1979 13e
Second Division
- 1980 21e
Second Division
- 1981 8e
Third Division
- 1982 1e
Third Division
- 1983 21e
Second Division
- 1984 12e
Third Division
- 1985 21e
Third Division
- 1986 14e
Fourth Division
- 1987 22e
Fourth Division
- 1988 10e
Fourth Division
- 1989 16e
Fourth Division
- 1990 16e
Fourth Division
- 1991 6e
Fourth Division
- 1992 1e
Fourth Division
- 1993 13e
Second Division
- 1994 6e
Second Division
- 1995 22e
First Division
- 1996 17e
Second Division
- 1997 19e
Second Division
- 1998 20e
Second Division
- 1999 15e
Second Division
- 2000 2e
Second Division
- 2001 7e
First Division
- 2002 7e
First Division
- 2003 16e
First Division
- 2004 19e
First Division
- 2005 13e
Championship
- 2006 17e
Championship
- 2007 15e
Championship
- 2008 13e
Championship
- 2009 5e
Championship
- 2010 18e
Premier League
- 2011 8e
Championship
- 2012 13e
Championship
- 2013 11e
Championship
- 2014 2e
Championship
- 2015 19e
Premier League
- 2016 1e
Championship
- 2017 16e
Premier League
- 2018 7e
Premier League
- 2019 15e
Premier League
- 2020 10e
Premier League
- 2021 17e
Premier League
- 2022 18e
Premier League
- 2023 1e
Championship
- 2024 19e
Premier League
- 2025 2e
Championship

- First Division
- Second Division
- Third Division
- Fourth Division
- Premier League
- Championship

ⓘ In 1992 invoering van de Premier League en opheffing van de Fourth Division; in 2004 opheffing van de First, Second en Third Division.

### Eindklasseringen vanaf 2000
| Seizoen | Competitie       | Niveau | Eindstand | FA Cup      | Uitgeschakeld door:                      | Opmerking                                            |
| ------- | ---------------- | ------ | --------- | ----------- | ---------------------------------------- | ---------------------------------------------------- |
| 1999/00 | Second Division  | III    | 2         | 4e ronde    | Coventry City FC: 0-3 (U)                | Ligatopscorer: Andy Payton (27)                      |
| 2000/01 | First Division   | II     | 7         | 3e ronde R  | Scunthorpe United FC: 1-1 (4-5 n.s.) (U) |                                                      |
| 2001/02 | First Division   | II     | 7         | 4e ronde    | Cheltenham Town FC: 1-2 (U)              |                                                      |
| 2002/03 | First Division   | II     | 16        | kwartfinale | Watford FC: 0-2 (U)                      |                                                      |
| 2003/04 | First Division   | II     | 19        | 8e finale   | Millwall FC: 0-1 (U)                     |                                                      |
| 2004/05 | EFL Championship | II     | 13        | 8e finale R | Blackburn Rovers FC: 1-2 (U)             |                                                      |
| 2005/06 | EFL Championship | II     | 17        | 3e ronde    | Derby County FC 1-2 (U)                  |                                                      |
| 2006/07 | EFL Championship | II     | 15        | 3e ronde    | Reading FC: 2-3 (U)                      |                                                      |
| 2007/08 | EFL Championship | II     | 13        | 3e ronde    | Arsenal FC: 0-2 (T)                      |                                                      |
| 2008/09 | EFL Championship | II     | 5         | 8e finale   | Arsenal FC: 0-3 (U)                      | Finale promotie play-offs > Sheffield United FC: 1-0 |
| 2009/10 | Premier League   | I      | 18        | 4e ronde    | Reading FC: 0-1 (U)                      |                                                      |
| 2010/11 | EFL Championship | II     | 8         | 8e finale   | West Ham United FC: 1-5 (U)              |                                                      |
| 2011/12 | EFL Championship | II     | 13        | 3e ronde    | Norwich City FC: 1-4 (U)                 |                                                      |
| 2012/13 | EFL Championship | II     | 11        | 3e ronde    | Barnsley FC: 0-1 (U)                     |                                                      |
| 2013/14 | EFL Championship | II     | 2         | 3e ronde    | Southampton FC: 3-4 (U)                  |                                                      |
| 2014/15 | Premier League   | I      | 19        | 3e ronde R  | Tottenham Hotspur FC: 2-4 (U)            |                                                      |
| 2015/16 | EFL Championship | II     | 1         | 4e ronde    | Arsenal FC: 0-1 (U)                      | Ligatopscorer: Andre Gray (25)                       |
| 2016/17 | Premier League   | I      | 16        | 8e finale   | Lincoln City FC: 0-1 (T)                 |                                                      |
| 2017/18 | Premier League   | I      | 7         | 3e ronde    | Manchester City FC: 1-4 (U)              | Plaatsing UEFA Europa League                         |
| 2018/19 | Premier League   | I      | 15        | 4e ronde    | Manchester City FC: 0-5 (U)              |                                                      |
| 2019/20 | Premier League   | I      | 10        | 4e ronde    | Norwich City FC: 1-2 (T)                 |                                                      |
| 2020/21 | Premier League   | I      | 17        | 8e finale   | AFC Bournemouth: 0-2 (T)                 |                                                      |
| 2021/22 | Premier League   | I      | 18        | 3e ronde    | Huddersfield Town FC: 1-2 (T)            |                                                      |
| 2022/23 | EFL Championship | II     | 1         | kwartfinale | Manchester City FC: 0-6 (U)              |                                                      |
| 2023/24 | Premier League   | I      | 19        | 3e ronde    | Tottenham Hotspur FC: 0-1 (T)            |                                                      |
| 2024/25 | EFL Championship | II     | 2         | 8e finale   | Preston North End FC: 0-3 (U)            |                                                      |

### Burnley in Europa
Uitslagen vanuit gezichtspunt Burnley
| Seizoen                                                     | Competitie           | Ronde | Land                 | Club                | Totaalscore | 1e W    | 2e W       | PUC  |
| ----------------------------------------------------------- | -------------------- | ----- | -------------------- | ------------------- | ----------- | ------- | ---------- | ---- |
| 1960/61                                                     | Europacup I          | 1/8   | Vlag van Frankrijk   | Stade de Reims      | 4-3         | 2-0 (T) | 2-3 (U)    | 5.0  |
|                                                             |                      | 1/4   | Vlag van Duitsland   | Hamburger SV        | 4-5         | 3-1 (T) | 1-4 (U)    | 5.0  |
| 1966/67                                                     | Jaarbeursstedenbeker | 1R    | Vlag van Duitsland   | VfB Stuttgart       | 3-1         | 1-1 (U) | 2-0 (T)    | 12.0 |
|                                                             |                      | 2R    | Vlag van Zwitserland | Lausanne Sports     | 8-1         | 3-1 (U) | 5-0 (T)    | 12.0 |
|                                                             |                      | 1/8   | Vlag van Italië      | SSC Napoli          | 3-0         | 3-0 (T) | 0-0 (U)    | 12.0 |
|                                                             |                      | 1/4   | Vlag van Duitsland   | Eintracht Frankfurt | 2-3         | 1-1 (U) | 1-2 (T)    | 12.0 |
| 2018/19                                                     | Europa League        | 2Q    | Vlag van Schotland   | Aberdeen FC         | 4-2         | 1-1 (U) | 3-1 nv (T) | 3.5  |
|                                                             |                      | 3Q    | Vlag van Turkije     | Istanbul Başakşehir | 1-0         | 0-0 (U) | 1-0 nv (T) | 3.5  |
|                                                             |                      | PO    | Vlag van Griekenland | Olympiakos Piraeus  | 2-4         | 1-3 (U) | 1-1 (T)    | 3.5  |
| Totaal aantal behaalde punten voor UEFA coëfficiënten: 20.5 |                      |       |                      |                     |             |         |            |      |

Zie ook
- Deelnemers UEFA-toernooien Engeland
- Ranglijst van alle clubs die in de diverse Europa Cups zijn uitgekomen

## Bekende (oud-)Clarets

### Spelers
- Charlie Austin
- Ashley Barnes
- Ralph Coates
- Jack Cork
- Roger Davies
- Steven Defour
- Lee Dixon
- Willie Donachie
- Neil Dougall
- Steven Fletcher
- Paul Gascoigne
- Marco Gentile
- Matt Gilks
- Joey Guðjónsson
- Jóhann Berg Guðmundsson
- John Guidetti
- Adrian Heath
- Rouwen Hennings
- Danny Ings
- Brian Jensen
- Steve Jones
- Michael Keane
- Kyle Lafferty
- Mehdi Lazaar
- Aaron Lennon
- David May
- Ben Mee
- Erik Pieters
- Jay Rodriguez
- Remco van der Schaaf
- Frank Sinclair
- James Tarkowski
- Jelle Vossen
- Wout Weghorst
- Ian Wright
- Kevin Young

### Trainers
- John Bond
- Owen Coyle
- Sean Dyche
- Eddie Howe
- Vincent Kompany
- Ernest Mangnall
- Brian Miller
- Chris Waddle

## Trivia
- Burnley was in 1888 een van de twaalf oprichters van de Football League,[3] de oudste professionele voetbalcompetitie ter wereld.
- Burnley is een van de kleinste plaatsen met een club die het Engels landskampioenschap wist te winnen.[4]
- Burnley is samen met Wolverhampton Wanderers, Preston North End, Sheffield United en Portsmouth de enige ploeg die erin slaagde alle vier profdivisies van het Engelse voetbal te winnen.[5]
- Vroeger was de bijnaam van Burnley 'Royalites', omdat Burnley als eerste club een lid van het Brits koningshuis als bezoeker had (in 1886).[6] In 1914 werd de FA Cup beker voor het eerst door de Britse koning aan de winnende ploeg uitgereikt. Burnley won de FA Cup dat jaar.[7]
- William Tait van Burnley scoorde de eerste hattrick ooit in competitievoetbal (tegen Bolton Wanderers in 1888).[8]
- Burnley was een van de meest progressieve clubs in de jaren '50 tot en met de jaren '70 van de 20e eeuw onder de toenmalige voorzitter Bob Lord. Ze waren een van de eersten om een trainingscomplex te bouwen, terwijl andere clubs nog op openbare veldjes of in/bij hun eigen stadion trainden.[9][10] Ook werd de focus gelegd op de scouting van jonge spelers en de jeugdopleiding. De selectie die in 1959/60 landskampioen werd, bestond haast geheel uit spelers die uit de jeugdopleiding van Burnley kwamen.[11][12]